# Stenocrepis cuprea
Stenocrepis cuprea är en skalbaggsart som beskrevs av Maximilien de Chaudoir. Stenocrepis cuprea ingår i släktet Stenocrepis och familjen jordlöpare. Inga underarter finns listade i Catalogue of Life.